# ВВЭР-ТОИ
ВВЭР-ТОИ (В-510) — типовой оптимизированный и информатизированный проект двухблочной АЭС с реактором ВВЭР-1300 (водо-водяной энергетический реактор), выполняемый в современной информационной среде и в соответствии с требованиями ядерной и радиационной безопасности.
По итогам заседания Комиссии при президенте Российской Федерации по модернизации и технологическому развитию экономики России, состоявшегося 22 июля 2009 года, госкорпорация «Росатом» реализует программу строительства атомных энергоблоков в России. Масштабы развития АЭС до 2020 года были определены, исходя из прогнозируемых возможностей энергомашиностроения по ежегодному выпуску основного оборудования АЭС с типовым энергоблоком ВВЭР и возможностей атомного строительного энергокомплекса по параллельному вводу основного оборудования на разных площадках.
Разработка проекта «ВВЭР-ТОИ» выполняется на базе проектных материалов, разработанных для проекта АЭС-2006, с максимальным учётом опыта, полученного отраслевыми организациями при разработке последних проектов АЭС, основанных на технологии ВВЭР (Нововоронежская АЭС-2).
В проекте «ВВЭР-ТОИ» учитывается опыт сооружения и эксплуатации АЭС с ВВЭР как в России, так и за рубежом. Проектные решения оптимизированы с целью минимизации отказов, отрицательно влияющих на экономические показатели энергоблока.

## Цель
Цель разработки проекта «ВВЭР-ТОИ» — создание типового оптимизированного, информатизированного проекта энергоблока технологии ВВЭР нового поколения III+, удовлетворяющего набору целевых параметров с использованием современных информационных и управленческих технологий.
Проект «ВВЭР-ТОИ» направлен на обеспечение конкурентоспособности российской технологии ВВЭР на международном рынке и ориентирован на последующее серийное сооружение АЭС с ВВЭР-ТОИ как в России, так и за рубежом.

## Задачи
1. Разработка типового проекта энергоблока АЭС на базе оптимизированных технических решений проекта АЭС-2006.
2. Создание информационной модели энергоблока и обеспечение её дальнейшего информационного сопровождения на всех стадиях жизненного цикла АЭС.
3. Создание единого информационного пространства для работы территориально распределённых участников Проекта, в частности разработка портальных и интеграционных решений.
4. Создание современного инструментария для проектирования и конструирования с обеспечением передачи всей необходимой информации на последующие стадии жизненного цикла энергоблока АЭС.
5. Создание системы управления закупками, поставками и автоматизированной идентификации оборудования.
6. Создание системы моделирования сооружения энергоблока, обеспечивающей взаимодействие в режиме реального времени между системой проектирования, системой управления закупками оборудования и системой управления сроками сооружения энергоблока.

## Основные технико-экономические показатели
| № п/п | Наименование характеристики | Величина   |
| ----- | --- | ---------- |
| 1     | Срок службы, лет: — энергоблок — реакторная установка | 60         |
| 2     | Мощность энергоблока, МВт: — электрическая (брутто, гарантийный режим) — тепловая, передаваемая в машинный зал                                                                 | 1255 3300  |
| 3     | Максимальное расчётное землетрясение, баллы по шкале MSK-64: — базовое значение — для конструкций и узлов, выполняющих функции безопасности за счёт дополнительных мероприятий | 8 9        |
| 4     | Проектное землетрясение, баллы по шкале MSK-64 | 7          |
| 5     | Время обеспечения автономности работы станции в случае запроектной аварии, ч                                                                                                   | 72         |
| 6     | Турбина | тихоходная |
| 7     | Срок сооружения АЭС от первого бетона до физического пуска (для серийного блока), месяцы                                                                                       | 40         |
| 8     | Снижение расчётной стоимости сооружения для серийного блока по сравнению с первым блоком Нововоронежской АЭС-2, %                                                              | 20         |
| 9     | Снижение проектных эксплуатационных затрат энергоблока по сравнению с четвёртым блоком Балаковской АЭС, %                                                                      | 10         |

## Исходные требования к проекту
1. Устойчивость при экстремальных внешних воздействиях и природных катаклизмах.
2. Соответствие принятым в мировой практике нормам и правилам.
3. Соответствие климатическим условиям от тропиков до северных регионов.
4. Автономность при потере внешних источников электро- и водоснабжения.

## Принципы обеспечения безопасности

Принципы обеспечения безопасности

### Защита населения и окружающей среды
Обеспечение радиационной безопасности организуется и осуществляется в целях предотвращения недопустимого воздействия источников ионизирующего излучения на персонал, население и окружающую среду в районе размещения АЭС.
Концепция по обеспечению радиационной и ядерной безопасности в проекте «ВВЭР-ТОИ» основана на:
- требованиях отечественных действующих правил и норм по безопасности в области атомной энергетики применительно к специфике разрабатываемого энергоблока с учётом их дальнейшего развития;
- современной философии и принципах безопасности, выработанных мировым ядерным сообществом и закреплённых в нормах безопасности МАГАТЭ;
- публикациях Международной консультативной группы по ядерной безопасности (INSAG), требованиях EUR;
- комплексе отработанных и проверенных эксплуатацией технических решений с учётом работ по их совершенствованию, направленных на устранение выявленных в процессе эксплуатации «слабых звеньев»;
- верифицированных и аттестованных расчётных методах, кодах и программах, отработанной методологии анализа безопасности, достоверной базе данных;
- организационных и технических мерах по предотвращению и ограничению последствий тяжёлых аварий, которые разработаны по результатам исследований в области тяжёлых аварий;
- опыте разработки установок нового поколения повышенной безопасности;
- обеспечении низкой чувствительности к ошибкам и ошибочным решениям персонала;
- обеспечении низких рисков значительных выбросов радиоактивных веществ при авариях;
- обеспечении возможности выполнения функций безопасности без подвода энергии извне и управления через интерфейс «человек-машина»;
- обеспечении отсутствия необходимости эвакуации населения, проживающего вблизи АЭС, при тяжёлых авариях.

### Барьеры безопасности

Барьеры безопасности

В проекте «ВВЭР-ТОИ» реализованы следующие принципы современной концепции многократной глубоко эшелонированной защиты:
- создание ряда последовательных барьеров на пути выхода в окружающую среду накопленных при эксплуатации радиоактивных продуктов. Для АЭС с реакторами ВВЭР такими барьерами являются ядерное топливо (топливная матрица и герметичные оболочки твэлов), границы контура теплоносителя, охлаждающего активную зону реактора (корпус реактора, компенсаторы давления, главные циркуляционные насосы, коллекторы парогенераторов, трубопроводы первого контура и соединённых с ним систем, теплообменные трубки парогенераторов) и герметичные ограждения помещений, внутри которых размещено оборудование и трубопроводы реакторной установки;
- высокий уровень надёжности за счёт реализации специальных требований к обеспечению и контролю качества при конструировании, изготовлении и монтаже, поддержание достигнутого уровня при эксплуатации за счёт проведения контроля и диагностики (непрерывных или периодических) состояния физических барьеров и устранения обнаруженных дефектов, повреждений и отказов;
- создание защитных и локализующих систем, предназначенных для предотвращения повреждений физических барьеров, ограничения или снижения размеров радиационных последствий при возможных нарушениях пределов и условий нормальной эксплуатации и аварийных ситуаций.

### Защита АЭС от внешних воздействий

Защита от внешних воздействий

Внешние природные и техногенные воздействия, характеризующие условия площадки, принимаются с учётом обеспечения возможности строительства АЭС с энергоблоком ВВЭР-ТОИ в различных природно-географических регионах, а также в регионах, характеризующихся различными техногенными воздействиями.
Наиболее значимыми воздействиями, параметры которых существенно повлияли на технические решения проекта «ВВЭР-ТОИ», являются:
- сейсмические воздействия;
- воздействия, связанные с падением самолёта;
- воздействие внешней воздушной ударной волны;
- наводнения и штормы;
- ураганы и смерчи.

Системы и элементы АЭС в составе базового варианта проекта разработаны исходя из следующих природных и техногенных проектных воздействий:
- максимального расчётного землетрясения (МРЗ) до 8 баллов по шкале MSK-64 с максимальным горизонтальным ускорением на свободной поверхности грунта 0,25g;
- проектного землетрясения (ПЗ) до 7 баллов по шкале MSK-64 с максимальным горизонтальным ускорением на свободной поверхности грунта 0,12g;
- падения самолёта массой 20 т со скоростью 215 м/с в качестве проектного исходного события;
- падения тяжёлого самолёта массой 400 т со скоростью 150 м/с в качестве запроектного исходного события с учётом возгорания топлива; для этого события проект обеспечивает отсутствие выхода радиоактивных веществ в окружающую среду;
- внешней ударной волны с давлением сжатия во фронте 30 кПа и продолжительностью фазы сжатия до 1 с;
- расчётной максимальной скорости ветра до 56 м/с.

### Управление тяжёлыми авариями

Устройство локализации расплава

Современные АЭС отличает беспрецедентно низкий риск распространения ионизирующих излучений и радиоактивных веществ в окружающую среду. Это достигается за счёт новейших защитных и локализующих технологий системы безопасности.
В проекте «ВВЭР-ТОИ» принята в качестве базового варианта конфигурация, построенная на двухканальной структуре активных систем безопасности без внутреннего резервирования и четырёхканальной структуре пассивных систем безопасности.
Состав активных систем безопасности:
- система аварийного и планового расхолаживания и охлаждения бассейна выдержки;
- система аварийного ввода бора;
- система аварийного расхолаживания парогенераторов;
- система аварийного электропитания (дизель-генераторы).

Состав пассивных систем безопасности:
- пассивная часть системы аварийного охлаждения зоны;
- система пассивного залива активной зоны;
- система подачи воды бассейна выдержки в первый контур;
- система пассивного отвода тепла от парогенераторов;
- система защиты первого контура от превышения давления;
- система защиты второго контура от превышения давления;
- быстродействующая редукционная установка;
- система аварийного газоудаления;
- система аварийного электропитания (аккумуляторы);
- пассивная система фильтрации протечек из внутренней оболочки.

В качестве одного из средств управления запроектными авариями в состав проекта «ВВЭР-ТОИ» входит устройство локализации расплава активной зоны (УЛР) — уникальная российская технология безопасности, которая обеспечивает гарантированное управление безопасностью благодаря локализации и охлаждению расплава при тяжёлой запроектной аварии на внекорпусной стадии локализации расплава. В рамках проекта «ВВЭР-ТОИ» выполняются работы по оптимизации технических решений проекта устройства локализации расплава с целью снижения стоимостных показателей и параллельному обоснованию эффективности работы УЛР. Предполагается достичь значительного уменьшения габаритных размеров корпуса УЛР и массы жертвенных материалов, а также перейти к модульной конструкции корпуса УЛР, что позволит облегчить вопросы транспортировки крупногабаритного оборудования на площадку сооружения АЭС.
Предусматриваемое в проекте «ВВЭР-ТОИ» сочетание пассивных и активных систем безопасности обеспечивает отсутствие разрушения активной зоны в течение не менее 72 часов с начала возникновения тяжёлой запроектной аварии при любом сценарии её развития, а технические решения проекта гарантируют переход реакторной установки в безопасное состояние при любых комбинациях исходных событий (природных и техногенных), приводящих к потере всех источников электроснабжения, что существенно повышает конкурентоспособность проекта на внешнем и внутреннем рынках производства электроэнергии.

## Отличительные особенности проекта

### Типовой проект
Проект «ВВЭР-ТОИ» является основой разработки проектов серийного строительства атомных станций на площадках с широким диапазоном природно-климатических условий, в расчёте на весь спектр внутренних экстремальных и внешних техногенных воздействий, характерных для всех потенциальных площадок строительства. Проект разрабатывается таким образом, чтобы его применение в индивидуальных проектах различных АЭС не требовало изменений основных концептуальных, конструктивных и компоновочных решений, а также дополнительных анализов безопасности и других обосновывающих документов, представляемых в государственные надзорные органы для получения лицензий на строительство.

### Инновационные технологии проектирования
1. Единое информационное пространство проектирования — мультиплатформенный программно-аппаратный комплекс управления инженерными данными для конструирования и проектирования, а также организации коммуникаций между территориально распределёнными участниками проекта.
2. Расширенный функциональный анализ (основан на расширенном применении стандартов МАГАТЭ) — практическая основа для уточнения задания на автоматизацию технологических процессов АЭС и проектирования организационно-функциональной структуры эксплуатации и обоснованного расчёта штатного коэффициента.
3. MultiD-проектирование — развитие опыта «полевого инжиниринга», существенно повышающего возможности управления проектом за счёт детальной проработки технологических решений по строительству и монтажу оборудования.

## Возможность модернизации
Схемные решения, конструкция оборудования, систем и сооружений энергоблока ВВЭР-ТОИ обеспечивают возможность его модернизации, позволяющей:
- повышать годовую энерговыработку (например, за счёт повышения КИУМ, сокращения времени плановых и неплановых простоев и т. д.);
- уменьшать энергопотребление собственных нужд;
- снижать потери электрической и тепловой энергии;
- улучшать условия работы персонала;
- поддерживать должный уровень безопасности, следуя всевозрастающим требованиям нормативных документов и необходимости периодического получения разрешений на эксплуатацию в период проектного срока службы АЭС.

## Центр виртуального прототипирования
Центр виртуального прототипирования — это комплекс программно-технических средств, позволяющих визуализировать проектные и конструкторские модели. Он представляет собой сферу диаметром 6 м, в центре которой на прозрачной стеклянной площадке, на высоте 2 м, зрителям демонстрируется изображение в 3D-формате. Это позволяет достичь эффекта полного погружения в виртуальную среду.
Практическое применение комплекса:
- интерактивное управление моделью АЭС;
- планирование и анализ проектных решений;
- отработка процессов эксплуатации, технического обслуживания и ремонта АЭС;
- моделирование действий при возникновении чрезвычайных ситуаций;
- возможность использования в качестве полигона для ситуационно-кризисного центра.

В настоящее время в России нет аналогичных технических реализаций при проектировании сложных технологических объектов. Такой способ демонстрации применяется пока только в оборонной промышленности, крупных автомобильных корпорациях и авиастроении.

## Сроки реализации проекта
2009 год:
- 22 июля 2009 года принято решение Комиссии при Президенте РФ по модернизации и технологическому развитию экономики России о начале проекта в рамках краткосрочного приоритета развития ядерных технологий в РФ
- Стадия инициирования работ по проекту

2010 год:
- Концептуальная модель ядерного острова и энергоблока ВВЭР-ТОИ
- создание организации-держателя базовой технологии, оснащённой современными инструментами проектирования и конструирования

2011 год:
- 3D-проект ядерного острова и энергоблока
- Выполнение расчётных обоснований безопасности

2012 год:
- MultiD-проект АЭС с ВВЭР-ТОИ
- Формирование пакета актуализированных нормативно-технических документов в целях обеспечения применения в проекте новых технологий проектирования и сооружения

2016 год:
- Начались полномасштабные строительные работы по проекту ВВЭР-ТОИ на Курской АЭС-2[4]
- 2017 год:
  - По утверждённой в правительстве в 2017 году программе планируется ввести следующие новые атомные блоки: + 2 ВВЭР ТОИ на Ленинградской АЭС-2 к 2030 г. + 4 ВВЭР ТОИ на Курской АЭС-2. Блоки 1 и 2 к 2025 г, блок 3 к 2030 г., блок 4 к 2035 г. + 2 ВВЭР ТОИ на Смоленской АЭС-2 к 2030 г. + 1 ВВЭР ТОИ на Центральной (Костромской) АЭС (г. Буй) к 2035 г + 2 ВВЭР ТОИ на Нижегородской АЭС (пос. Монаково) к 2035 г. Итого: 11 ВВЭР ТОИ.

2019 год:
- В июне проект ВВЭР-ТОИ получил сертификацию European Utility Requirements (EUR)[5]. Таким образом, европейские эксперты признали данный проект (на основании проектно-конструкторской документации по Курской АЭС-2) соответствующим «требованиям европейских эксплуатирующих организаций»